# Phupu Lhamu Khatri
Phupu Lhamu Khatri (en nepalí: फुपु लामु खत्री; nacida el 5 de octubre de 1996) es una yudoca olímpica de Nepal. Ganó una medalla de oro para Nepal en los Juegos de Asia del Sur de 2016, y llegó ser nombrada como mejor jugadora del año en el Premio de NSJF Pulsar Sports en el mismo año.

## Biografía
Khatri nació en un pueblo remoto de Lelep en el distrito de Taplejunj. Su padre, Dorje Khatri, era un empresario de senderismo que murió en las avalanchas del Monte Everest de 2015. De pequeña se sintió atraída por el yudo y se había unido a un centro de artes marciales en Nayabazar, Katmandú.
Juega con la selección mayor de yudo de Nepal desde 2012. Alzó una la medalla de plata en la clasificación de yudo celebrada en Hong Kong en 2015. En el mismo año, obtuvo una medalla de bronce en el Campeonato Juvenil celebrado en Macao. En los Juegos de Asia del Sur logró ganarle a sus oponentes de Sri Lanka, Bangladés y Pakistán antes de vencer a una yudoca de la India en busca de la medalla de oro.
Representó a Nepal en los Juegos Olímpicos de Río de Janeiro 2016 en la categoría de menos de 63 kg femenino. Por su desempeño en los Juegos de Asia del Sur, fue elegida para llevar la bandera de su país en el desfile de naciones en la ceremonia de apertura.